# Lubjanka
Lubjanka (russisk: Лубянка, tr. Lubjanka) er det populære navn for FSB's hovedkvarter og tilknyttede fængsel ved Lubjankapladsen i Moskva. Det er en stor bygning med en facade af gule mursten, designet af Alexander V. Ivanov i 1897 og udvidet af Aleksej Sjtjusev i 1940-1947.
Lubjanka blev oprindeligt bygget i 1898 og brugt som lejlighedskompleks og er kendt for sine smukke parketgulve og lyse grønne vægge.
Efter oktoberrevolutionen blev bygningen anvendt som hovedkvarter for det hemmelige politi, Tjekaen, senere kendt som NKVD og fra 1954 til 1991 KGB.